# Día Nacional de Islandia

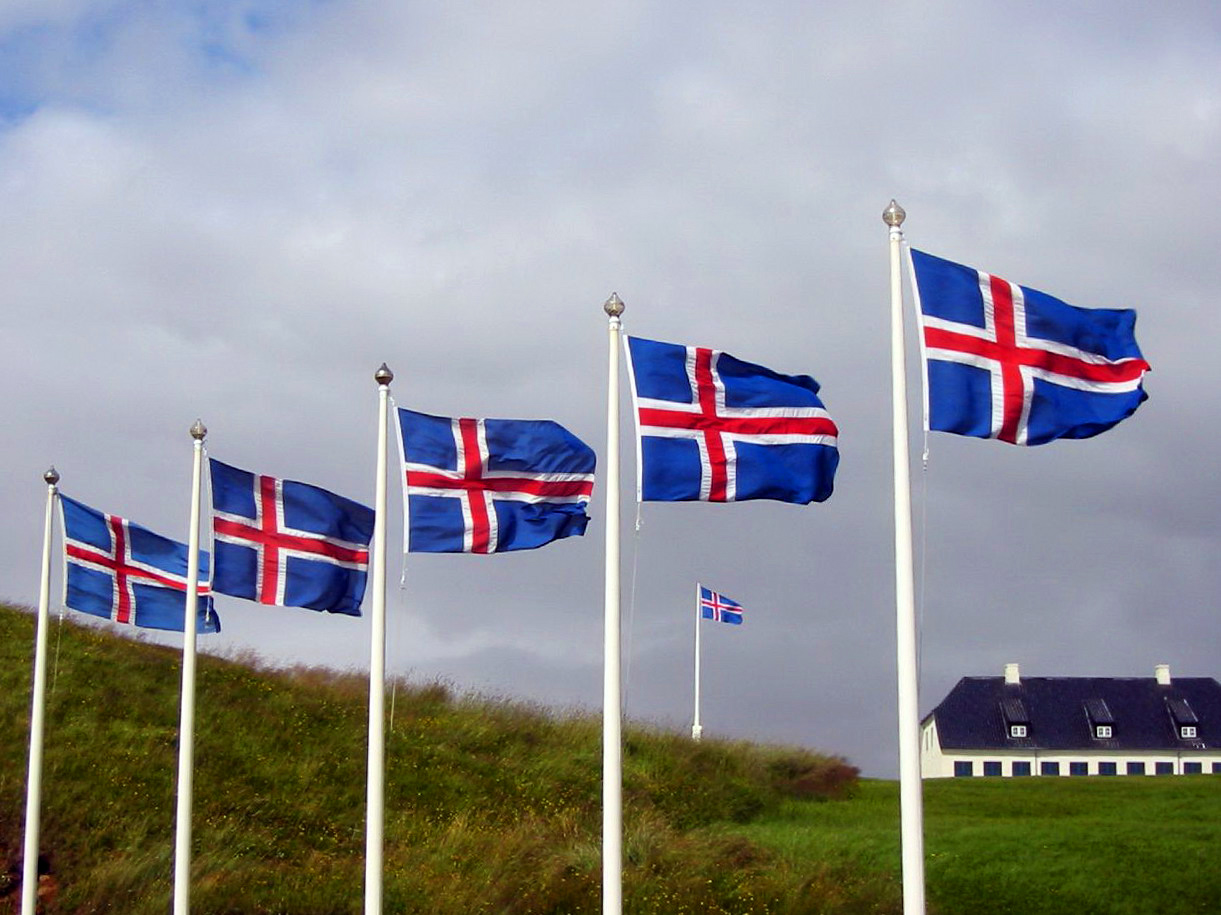
Banderas de Islandia.

El Día Nacional de Islandia (en islandés: Þjóðhátíðardagurinn) es el día de la fiesta nacional de ese país. Se celebra el 17 de junio de 1944 para conmemorar constitución oficial de la República de Islandia, que hasta entonces había sido gobernada por Dinamarca. La formación de la república revocó el Acta de Unión de 1918.

## Historia
La formación de la república se basa en una cláusula de 1918 en el Acta de Unión, lo que permitía una revisión en 1940 y podría ser revocada tres años después, así como los resultados del plebiscito de 1944. Ese año, con Dinamarca ocupada por las fuerzas alemanas e Islandia a su vez por los ingleses y los Estados Unidos, aquella no tenía apenas influencia sobre la isla, y, sobre todo por una cuestión de puro pragmatismo, permitió a Islandia su completa independencia, lo que incluyó reescribir la Constitución y la transformación del país en una República. Aunque triste por los resultados del plebiscito, el rey Cristián X de Dinamarca envió una carta el 17 de junio de 1944 felicitando a los islandeses por la formación de una República.
Los islandeses recuerdan con reverencia a Jón Sigurðsson, líder del movimiento de independencia de Islandia en el siglo XIX, y a Sveinn Björnsson, el primer presidente de Islandia ya independiente.

## Celebraciones

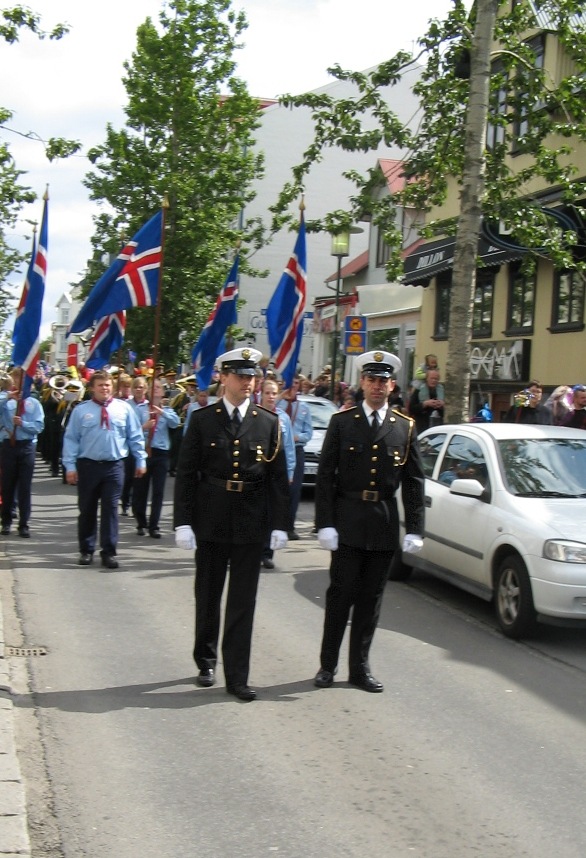
Celebración del Día Nacional en 2007.

Los islandeses realizan esta celebración por todo el país. Tradicionalmente consiste en un desfile en las áreas urbanas, con una banda de música como inicio de un cortejo e inmediatamente detrás, jinetes a caballo y portadores de banderas del movimiento scout islandés. Una vez terminado el desfile, suele pronunciarse varios discursos al aire libre, y, después de estos, una Fjallkonan (mujer de la montaña), vestida del modo tradicional, recita un poema. Ella representa el espíritu y la fiereza del país y de su naturaleza, siendo una herencia del período romántico cuando se dieron los primeros pasos en la lucha por la independencia de Islandia.
Una vez terminados los discursos y demás actividades oficiales, tiene lugar una fiesta popular, con músicos para deleitar a la multitud, enormes cantidades de caramelos para los niños y globos llenos de gas que se escapan de las manos de sus dueños para volar libres en el cielo. También forma parte de la tradición del 17 de junio la lluvia en Islandia, sobre todo en la parte suroeste del país.